# سميثتون
سميثتون هي بلدة، في أستراليا"2016 Census QuickStats: Smithton". مؤرشف من الأصل في 2018-07-29.، تقع في تسمانيا، بلغ عدد سكانها 3,881 نسمة وذلك حسب إحصائيات سنة 2016، رمزها البريدي هو 7330.

## أعلام
- نيل روبسون